# GALK1
GALK1 (англ. Galactokinase 1) – білок, який кодується однойменним геном, розташованим у людей на довгому плечі 17-ї хромосоми. Довжина поліпептидного ланцюга білка становить 392 амінокислот, а молекулярна маса — 42 272.
| 10         |  | 20         |  | 30         |  | 40         |  | 50         |
| ---------- |  | ---------- |  | ---------- |  | ---------- |  | ---------- |
| MAALRQPQVA |  | ELLAEARRAF |  | REEFGAEPEL |  | AVSAPGRVNL |  | IGEHTDYNQG |
| LVLPMALELM |  | TVLVGSPRKD |  | GLVSLLTTSE |  | GADEPQRLQF |  | PLPTAQRSLE |
| PGTPRWANYV |  | KGVIQYYPAA |  | PLPGFSAVVV |  | SSVPLGGGLS |  | SSASLEVATY |
| TFLQQLCPDS |  | GTIAARAQVC |  | QQAEHSFAGM |  | PCGIMDQFIS |  | LMGQKGHALL |
| IDCRSLETSL |  | VPLSDPKLAV |  | LITNSNVRHS |  | LASSEYPVRR |  | RQCEEVARAL |
| GKESLREVQL |  | EELEAARDLV |  | SKEGFRRARH |  | VVGEIRRTAQ |  | AAAALRRGDY |
| RAFGRLMVES |  | HRSLRDDYEV |  | SCPELDQLVE |  | AALAVPGVYG |  | SRMTGGGFGG |
| CTVTLLEASA |  | APHAMRHIQE |  | HYGGTATFYL |  | SQAADGAKVL |  | CL         |

A: Аланін

C: Цистеїн

D: Аспарагінова кислота

E: Глутамінова кислота

F: Фенілаланін

G: Гліцин

H: Гістидин

I: Ізолейцин

K: Лізин

L: Лейцин

M: Метіонін

N: Аспарагін

P: Пролін

Q: Глутамін

R: Аргінін

S: Серин

T: Треонін

V: Валін

W: Триптофан

Кодований геном білок за функціями належить до трансфераз, кіназ, фосфопротеїнів. 
Задіяний у таких біологічних процесах, як вуглеводний обмін, альтернативний сплайсинг. 
Білок має сайт для зв'язування з АТФ, нуклеотидами. 